# Hortência Marcari
Hortência Maria de Fátima Marcari (nacida el 23 de septiembre de 1959 en Potirendaba, Brasil) es una exjugadora de baloncesto brasileña. Consiguió 2 medallas con  Brasil en mundiales y Juegos Olímpicos.